# Naz Aydemir
Naz Aydemir, coniugata Akyol (Istanbul, 14 agosto 1990), è una pallavolista turca, palleggiatrice del Galatasaray.

## Biografia
Cugina del calciatore della nazionale di calcio tedesca İlkay Gündoğan, il 21 agosto 2013 sposa il cestista Cenk Akyol.

## Carriera

### Club
La carriera di Naz Aydemir inizia nel campionato 2005-06 quando fa il suo esordio nella massima serie del massimo campionato turco con la maglia dell'Eczacıbaşı, restando legata al club per quattro annate e vincendo tre scudetti e una coppa di Turchia. Nella stagione 2009-10 viene ingaggiata dal Fenerbahçe, col quale vince una supercoppa turca, una Coppa di Turchia e due scudetti, mentre a livello internazionale conquista il campionato mondiale per club 2010 ed una Champions League.
Nella stagione 2012-13 passa al VakıfBank, dove milita per seri annate e con cui vince quattro scudetti, tre Coppe di Turchia, tre Supercoppe turche, tre Champions League e due campionati mondiali per club; le sue prestazioni vengono inoltre impreziosite da diversi riconoscimenti individuali come miglior palleggiatrice.
Dopo una annata di pausa per maternità, rientra in campo nel campionato 2019-20 col Fenerbahçe, dove gioca per un triennio, dopo il quale, nella stagione 2022-23 approda al Türk Hava Yolları e nella stagione seguente torna a difendere i colori dell'Eczacıbaşı, conquistando nel corso di un biennio il suo quarto campionato mondiale per club.
Nel campionato 2025-26 si trasferisce al Galatasaray, ancora in Sultanlar Ligi.

### Nazionale
Con la nazionale turca under 19 conquista la medaglia di bronzo al campionato europeo 2008, dove viene premiata come MVP.
Nel 2008 riceve le sue prime convocazioni in nazionale maggiore, con la quale un anno dopo vince la medaglia d'argento ai XVI Giochi del Mediterraneo e alla European League; in seguito vince la medaglia di bronzo all'European League 2010 e al World Grand Prix 2012 e successivamente la medaglia d'argento ai XVII Giochi del Mediterraneo, la medaglia d'oro al I Giochi europei e quella di bronzo al campionato europeo 2017, torneo nel quale vince l'argento nell'edizione 2019.
Nel 2021 vince la medaglia di bronzo alla Volleyball Nations League e partecipa ai Giochi della XXXII Olimpiade, dove indossa per l'ultima volta la maglia della nazionale turca: il 1º gennaio 2022 ufficializza il suo ritiro dalla nazionale turca.

## Palmarès

### Club
- Campionato turco: 9

2005-06, 2006-07, 2007-08, 2009-10, 2010-11, 2012-13, 2013-14, 2015-16, 2017-18
- Coppa di Turchia: 5

2008-09, 2009-10, 2012-13, 2013-14, 2017-18
- Supercoppa turca: 5

2009, 2010, 2013, 2014, 2017
- Campionato mondiale per club: 4

2010, 2013, 2017, 2023
- CEV Champions League: 4

2011-12, 2012-13, 2016-17, 2017-18

### Nazionale (competizioni minori)
- Campionato europeo under 19 2008
- Giochi del Mediterraneo 2009
- European League 2009
- European League 2010
- Giochi del Mediterraneo 2013
- Montreux Volley Masters 2015
- Giochi europei 2015
- Montreux Volley Masters 2016

### Premi individuali
- 2008 - Campionato europeo under 19: MVP
- 2010 - Voleybol 1. Ligi: Miglior palleggiatrice
- 2011 - Voleybol 1. Ligi: Miglior palleggiatrice
- 2012 - Champions League: Miglior palleggiatrice
- 2013 - Champions League: Miglior palleggiatrice
- 2013 - Voleybol 1. Ligi: Miglior palleggiatrice
- 2014 - Voleybol 1. Ligi: Miglior palleggiatrice
- 2015 - Voleybol 1. Ligi: Miglior palleggiatrice
- 2015 - Montreux Volley Masters: Miglior palleggiatrice
- 2016 - Voleybol 1. Ligi: Miglior palleggiatrice
- 2017 - Champions League: Miglior palleggiatrice